# NGC 1443
NGC 1443 je zvijezda u zviježđu Eridanu. 

## Vanjske poveznice
- SEDS: NGC 1443